# Twilight: The Graphic Novel
Twilight: The Graphic Novel é um romance gráfico da coreana Young Kim que adapta o enredo do livro Crepúsculo, escrito pela norte-americana Stephenie Meyer. Foi dividida em duas partes: a primeira, contendo os treze capítulos iniciais da obra original, foi lançada em março de 2010; a segunda, com os capítulos finais, em outubro de 2011. Desenhados sob uma perspectiva asiática, semelhante ao estilo dos mangás, os volumes são apresentados em preto e branco, excetuando poucas páginas em que cores como o vermelho são destacadas.

## Enredo
Isabella Swan é uma adolescente que vai morar com seu pai, o policial Charlie, na chuvosa cidade de Forks depois que sua mãe decide casar-se novamente. A jovem não se adapta bem ao local e, durante seu primeiro dia de aula no colégio, fica fascinada por Edward Cullen, um rapaz misterioso que parece esconder um segredo. Inicialmente ele parece ignorá-la, mas, com o passar do tempo, eles se apaixonam. Edward acaba por revelar a Bella que é um vampiro, bem como o restante de sua família; entretanto, por suas convicções, os Cullen procuram se abster de sangue humano. Apesar disso, o rapaz teme que, com o avanço do relacionamento, ele estará colocando Bella e aqueles à sua volta em perigo.

## Lançamento
A tiragem inicial da Parte I foi de 350.000 cópias — o que, de acordo com o jornal USA Today, acredita-se ser o maior de um romance gráfico no mercado norte-americano até então. A primeira impressão típica de um romance gráfico está entre 20.000 e 25.000 exemplares. A editora Yen Press, responsável pela obra, anunciou que o volume havia vendido 66.000 cópias em sua primeira semana, e que este é um recorde de vendas nos Estados Unidos para este tipo de publicação.
Em 10 de junho de 2010, o romance gráfico estava em primeiro lugar na referencial lista de graphic novels mais vendidas do jornal estadunidense The New York Times, já há 12 semanas na tabela. Seu lançamento no Brasil ocorreu em dezembro de 2010, publicada pela Editora Intrínseca sob o título Crepúsculo: Graphic Novel — Volume 1. Por sua vez, a Parte II foi lançada em inglês em outubro de 2011 — simultaneamente à edição brasileira.